# 饴色鬘螺
饴色鬘螺（学名：Phalium coronadoi wyvillei），是异足目唐冠螺科鬘螺属的一种。主要分布于台湾，常栖息在深海。